# تشارلز تي. بيري
تشارلز تي. بيري هو سياسي أمريكي، ولد في 10 يناير 1812 في ماساتشوستس في الولايات المتحدة، وتوفي في 9 يناير 1872. نشط حزبياً في الحزب الديمقراطي. وقد انتخب عمدة هوبوكين ‏.